# 유타주의 대학 목록
다음은 미국의 주 유타주의 대학 목록이다.

## 공립

### 4년제
- 유타 대학교
- 유타 주립 대학교
- 유타 밸리 대학교
- 위버 주립 대학교

## 사립

### 4년제
- 브리검영 대학교
- 브로드뷰 대학교
- 피닉스 대학교

## 같이 보기
- 미국의 대학 목록
- 대학 목록